# Іван Вишенський
Іва́н Ви́шенський (близько 1550 — після 1621) — український релігійний і літературний діяч раннього нового часу, преподобний. Православний монах, письменник-полеміст консервативного, ортодоксального напрямку.
Родом зі Львівщини, з містечка Судова Вишня. У 1570-х рр. став ченцем Афонського монастиря в Греції, де прожив 40 років. У 1604–1606 роках відвідав Україну, був гостем Львівського братства. Приятель Йова Княгиницького.
Виступав на захист православ'я, але критикував православне духовенство, був противником римо- та греко-католицької церков, Берестейської церковної унії 1596 року, західної освіти і філософії, і радив вірникам обмежуватися лише богослужбовими книгами й Святим Писанням. Автор близько 16 полемічно-дидактичних творів. Разом із Йовом Княгиницьким є засновником Манявського монастиря.

## Життєпис
Іван Вишенський народився в середині XVI століття, у містечку Судова Вишня на Галичині. Його батьківщина була центром сеймикового життя Руського воєводства в Польському королівстві. Точний рік народження полеміста та його справжнє ім'я невідомі. Іван (Іоанн) — це чернече ім'я. Вишенський — прізвище шляхетського роду Вишенських, що мешкали в Судовій Вишні, або прізвисько, узяте за місцем народження. Невідоме також соціальне походження Івана. Припускають, що його батьки належали до руської дрібної шляхти або православних міщан.
Вважають, що Вишенський не мав ґрунтовної освіти. Це відзначали як сучасники полеміста, так і він сам у своїх творах. Імовірно, він здобув освіту вдома, але також мав тісні зв'язки із представниками католицької латинської освічености. Був знайомий із тогочасною польською та латинською літературою, мав серед товаришів католицьких викладачів, цікавився протестантськими ідеями социньян.
Замолоду вів розгульний спосіб життя, як вважають деякі дослідники, зокрема І. Франко. Певний час мешкав у Луцьку. В зрілому віці жив у містах Волині, Галичини й Поділля. На думку В. Шевчука, переломним моментом у житті Вишенського був конфлікт із єзуїтами, що відвернув його від католицтва й змусив зійтися із православним Львівським братством.
Приблизно у 1570-х рр. став ченцем Афонського монастиря в Греції, що був у ті часи центром православного чернецтва на Сході. Звідти він надсилав в Україну послання, в яких виступав проти з'єднання православної і католицької церков, окатоличення й ополячення України. Літературну діяльність почав одночасно з острозькою групою полемістів. На Афоні письменник прожив понад сорок років: мешкав у кількох монастирях, потім осів у скиті — невеликому житлі ченців-самітників, розташованому віддалік від основних монастирських будівель. Сховавшись від усього світу, він дав обітницю мовчання, проте не дотримався її: відчувши тугу за рідною землею і зваживши на заклики українських братств, у 1604 р. прибуває в Україну. Прожив 2 роки у Львові, бо розминувся думками з керівниками братства. Перебував в Унівському монастирі, звідки 1605 р. надіслав послання Домникії, присвячене полеміці з впливовим членом львівського братства Юрієм Рогатинцем. Жив у Манявському скиті у Йова Княгиницького. 1606 р. повернувся на Афон. Тут він наказав замурувати себе в кам'яній печері. Обряд «відречення монаха від світу» зобразив художньо Іван Франко в поемі «Іван Вишенський».1615–1616 рр. — останній відомий твір «Позорище мисленноє».
У своїх творах Вишенський привертав увагу до життя нижчих верств суспільства, зокрема селянства. Відомо всього 16 творів. У 1590-х роках були написані найвідоміші з них, спрямовані проти Берестейської церковної унії. 1598 року в острозькій «Книжці» надрукував послання до самого Костянтина Василя Острозького та православних, написане Вишенським від імені монахів Святої Гори. Близько 1600 р. на Афоні він склав збірник — «Книжку», куди ввійшли «Извещеніє краткоє», «Писаніє до всіх обще, в Лядской землі живущих», послання до князя Костянтина Острозького і до єпископів, крім того «Обличеніє діавола-миродержца», «Порада» та ін. В 1600—1601 рр. Вишенський написав «Краткословный отвіт» Петру Скарзі.
У молитвах і роздумах приблизно в 70-річному віці письменник помер.

## Творчість

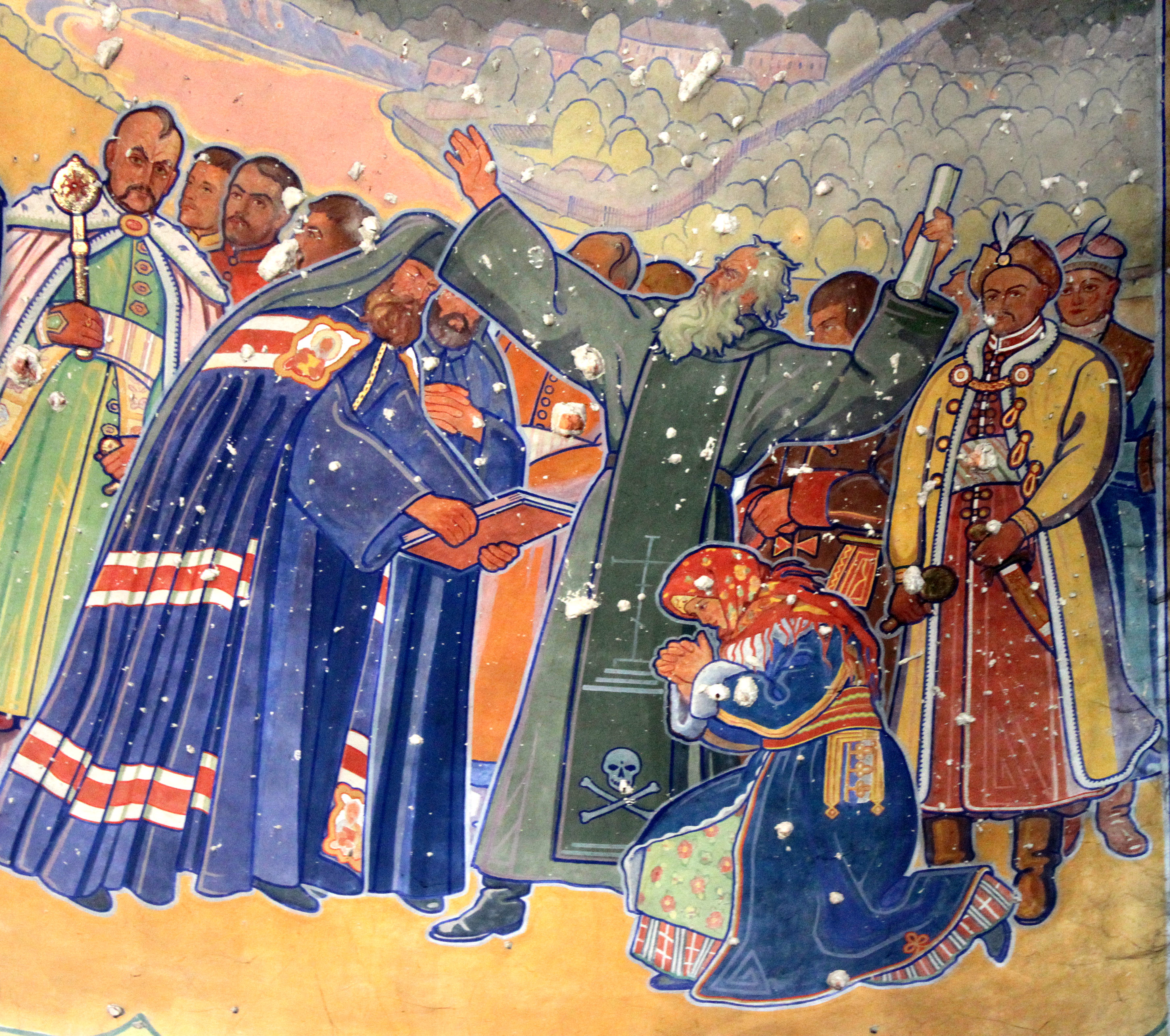
Проповідь Івана Вишенського (розпис із монастиря Різдва Христового у Жовкві.

Твори Вишенського займають особливе місце в українській полемічній літературі XVI—XVII ст. не лише завдяки винятковому літературному таланту автора, але і його своєрідній позиції. Вишенський не обмежувався боротьбою з католицизмом та греко-католицизмом. Спираючись на засади візантійського аскетизму, він гостро критикував увесь тодішній церковний і світський лад, і вимагав простоти старохристиянського братства, як запоруки здійснення Царства Божого на землі. Вишенський відкидав, зокрема, світську освіту й народні старовинні звичаї, як поганські. Полеміст у своїх писаннях постійно компонував літературні жанри інвективи, послання, апології та різноманітні діалогічні форми.
Письменник зображав яскраві, часто гіперболічні, образи морального занепаду вищих верств суспільства, зокрема духовенства, протиставляючи їм «бідних підданих» і простих ченців. Урочистий тон, емоційне піднесення майстерно поєднані з гострою сатирою, сарказмом. Низки епітетів, порівнянь, запитань і закликів, іронічне представлення побутових деталей, багатство словника, використання живої народної мови («простої мови») надавало творам Вишенського переконливості й ефектності. Стиль полеміста, що має чимало запозичень від візантійської проповіді, але споріднений і з літературною манерою сучасних йому полемістів — українських (із острозького гуртка) і польських (Петра Скарги, Миколая Рея) — «наближається до кращих взірців барокового стилю» (Д. Чижевський).

## Погляди

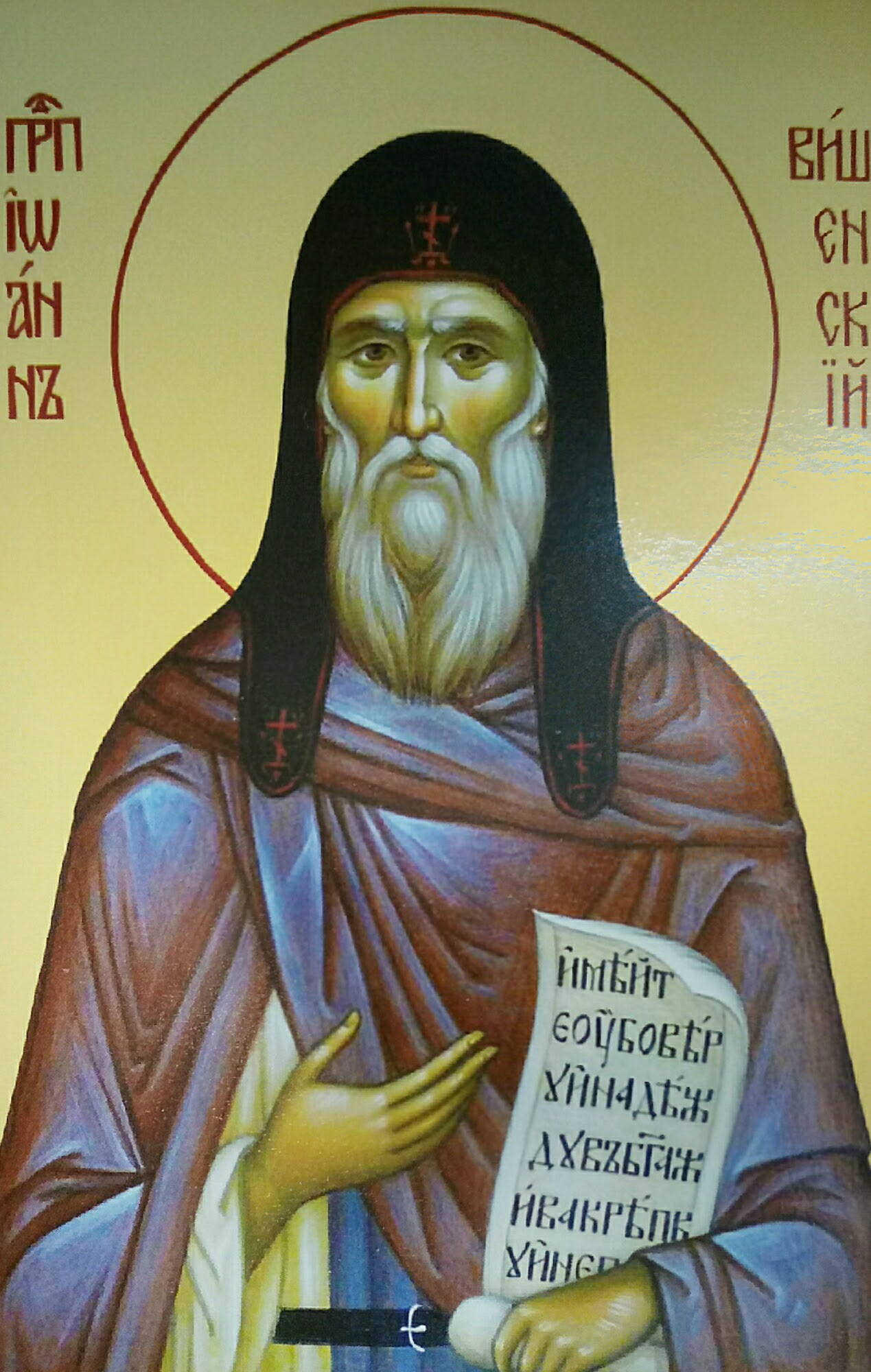
Ікона преподобного Івана Вишенського

Система поглядів Івана Вишенського близька до переконань Томаса Мора, Еразма Ротердамського, Томаса Мюнцера та ін. Незважаючи на заперечення полемістом «латинської вченості», він не виходить за межі пошуків католицьких і протестантських мислителів XVI століття.
Рання ідея Вишенського про існування православної церкви без владик навіяна реформаторами-социніанами.
Іван Вишенський не лише теолог, але й демократ, патріот. Часто у творах проголошував ідеї соціальної рівності. У своїх посланнях з Афону викривав православних єпископів-перебіжчиків, римо-католицьке та греко-католицьке духовенство, польських та українських феодалів-кріпосників, виступав проти окатоличення та ополячення найбідніших верств міщанства й селянства України. Він вважав, що праця кріпаків є джерелом усього багатства панів, виступав проти визиску селян феодалами та духовенством, за знищення нерівності, несправедливості, гноблення, експлуатації і будь-якого «мирського» зла. Найвлучніше про це написав Іван Франко: «І ось
він перший у нашім краю різко та сміло
підніс голос в обороні того бідного
робочого люду, показуючи панам і
владикам, що той мужик — їх брат, а не
просто робоча худоба, що він радується і
терпить, як чоловік і хоче жити, як
чоловік.»
Хотів в Україні бачити таке суспільство, де б людина почувала себе вільною, де б панувало братерство між людьми, і всі жили згідно з настановами й принципами «істинного» раннього християнства. Цій ідеї і підпорядковував всю свою філософську концепцію.
Оцінки Вишенського подій та осіб кінця XVI — початку XVII ст. мають винятковий інтерес для історичної науки. Він — майстер ораторсько-викривального стилю. У його посланнях були зразки реалістичного зображення дійсності, як вважає А. Ніженець. Творчість полеміста вплинула на розвиток жанру сатири в українській літературі. Глибокий знавець і популяризатор творчості письменника І. Я. Франко написав поему «Іван Вишенський». Твори Вишенського вивчали А. Кримський, М. Сумцов, М. Грушевський, М. Возняк.
Нині творчість Івана Вишенського викликає інтерес не лише в літературознавчому середовищі, а й у філософському, правничому, психологічному. Але, на превеликий жаль, зі шкільної програми вилучено години вивчення творчості полеміста, представника барокової літератури в Україні.
Серед науковців існують праці з вивченням концептосфери писань полеміста, ролі його полемічної діяльності в полі структурного психоаналізу, а також із дослідженням філософсько-правових і богословсько-теологічних ідей Вишенського. Дослідники звертають увагу й на особливості стилістики «Книжки» полеміста і на синтетичний характер його текстів.
Свідомо відокремлював руську мову від московської. В «Книзі» (1600) писав наступне:

И на полудне и полночи кождый отменный своим голосом зовомый язык, а меновите греци, арапи, сиверани, серби, болгаре, словяне, арабанаши, мултяне, богданци, москва и наша Рус.

## Праці

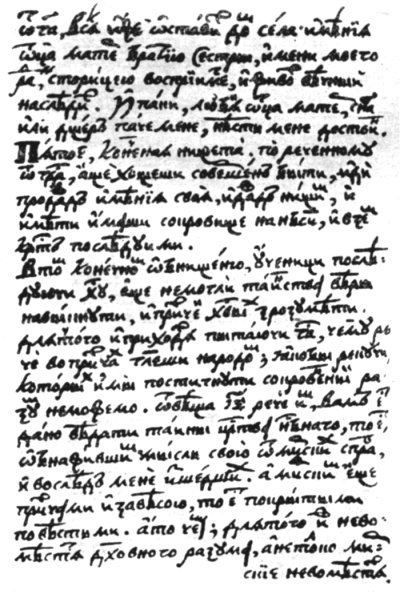
Скоропис із творів Вишенського.

- «Книжка» (1600)[22] — збірник творів, складених до 1600 року:
  - «Писаніє до всѣх обще, в Лядской земли живущих» (1588)
  - «Извѣщеніє краткоє о латинских прелестях…» (1588–1589)
  - «Обличеніє діявола-миродержца…» (1599–1600)
  - «Послання князю Василю Острозькому…» (1599—1600)
  - «Порада» (1599–1600)
  - «Писаніє к утекшим от православкой вѣри єпископам» (1598)
  - «О єретиках» (1599–1600)
  - «Загадка философам латинским…» (1599–1600)
  - «Слѣд к постиженію и изучению художества…» («Слѣд краткий») (1599–1600)
  - «Новина, или Вѣсть…» (не вважається оригінальним твором Вишенського).
- «Краткословный отвѣт Феодула… Петру Скарге» (1601)
- «Послания Домнікії» (1605)[23]
- «Зачапка мудрого латынника з глупым русином» (1608–1609)
- «Послання львівському братству» (1610)
- «Послання Іову Княгиницькому» (1610)[24]
- «Позорище мысленноє» (1615–1616).

## Вшанування пам'яті
- Пам'ятник у Судовій Вишні (1979, автор проєкту — Микола Бевз).
- Вулиця Івана Вишенського у Львові.
- Вулиця Івана Вишенського у Дніпрі.
- Вулиця Івана Вишенського в Рівному.
- Вулиця Івана Вишенського в Острозі.

Вулиця Івана Вишенського в м. Снятин Івано-Франківської області.

## Канонізація
20 липня 2016 — Синод УПЦ Московського патріархату вирішив канонізувати Вишенського в лику преподобного.